# Zapornia
Zapornia is een geslacht van vogels uit de familie Rallen, koeten en waterhoentjes (Rallidae). Het geslacht is kent 15 soorten. In dit geslacht zijn vijf soorten in historische tijden uitgestorven. De vogels zijn verspreid over afgelegen, vaak oorspronkelijk onbewoonde eilanden. Een opvallend kenmerk is dat de soorten vrij gemakkelijk diverse kleine, ver afgelegen eilanden koloniseerden en daarna evolueerden tot vogelsoorten die het vliegvermogen kwijt raakten. Dit maakte deze soorten kwetsbaar voor uitsterven toen de mens op de eilanden verscheen.

## Soorten
- Zapornia akool  – Bruin waterhoen

- Zapornia atra  – Hendersonporseleinhoen
- Zapornia bicolor  – Tweekleurig porseleinhoen
- Zapornia flavirostra  – Zwart porseleinhoen
- Zapornia fusca  – Bruin porseleinhoen
- Zapornia olivieri  – Oliviers waterhoen
- Zapornia parva  – Klein waterhoen
- Zapornia paykullii  – Bontbekral
- Zapornia pusilla  – Kleinst waterhoen
- Zapornia tabuensis  – Pacifisch porseleinhoen

### Uitgestorven
- † Zapornia astrictocarpus  – Sint-Helenaporseleinhoen
- † Zapornia monasa  – Kusaieral
- † Zapornia nigra  – Tahitiporseleinhoen
- † Zapornia palmeri  – Laysanral
- † Zapornia sandwichensis  – Hawaiiral